# Nicola Kavanagh
 Nicola Kavanagh är en irländsk skådespelare, född i Irland.
Nicola Kavanagh utbildade sig till skådespelare på Bristol Old Vic Theatre School i Bristol i Storbritannien, med examen 2014.
Hon spelade sin första roll efter examen som Bianca i Frantic Assemblys uppsättning av William Shakespeares Othello på Royal Theatre Plymouth i Plymouth. En pose under en repetition fångades av skulptören Joseph Hillier och förevigades i bonsskulpturen The Messenger, också benämnd Bianca. Hon står i en hukande ställning med ena armen mot marken, som färdig till ett språng framåt. The Messenger är en av de största skulpturerna som gjutits i Storbritannien och invigdes utanför Royal Theatre Plymouth den 22 mars 2019.  Titeln "Messenger" syftar på skådespelarens framförande av ett budskap i en teaterpjäs.